# Бирюлёвская линия
Бирюлёвская линия (в перспективе — Бирюлёвско-Арха́нгельская) — строящаяся радиальная линия Московского метрополитена. Первый участок длиной 22,2 километра с 10 станциями начнется от станции «ЗИЛ» Московского центрального кольца и пройдет на юг через районы Нагатинский Затон, Печатники, Москворечье-Сабурово, Царицыно, Бирюлёво Восточное и Бирюлёво Западное. Линию планируется ввести в эксплуатацию в 2028—2030 годах. По итогам голосования, инициированного Сергеем Собяниным на интернет-портале «Активный гражданин», её цветовое обозначение на схемах будет рубиновым. Линия будет обозначаться числом  , однако хронологически после Рублёво-Архангельской линии до их объединения она будет являться 17-й, после чего официальный номер, возможно, будет изменён, поскольку объединение также планируется у существующих линий: Троицкой линии с Некрасовской и Калининской линии с Солнцевской.

## История

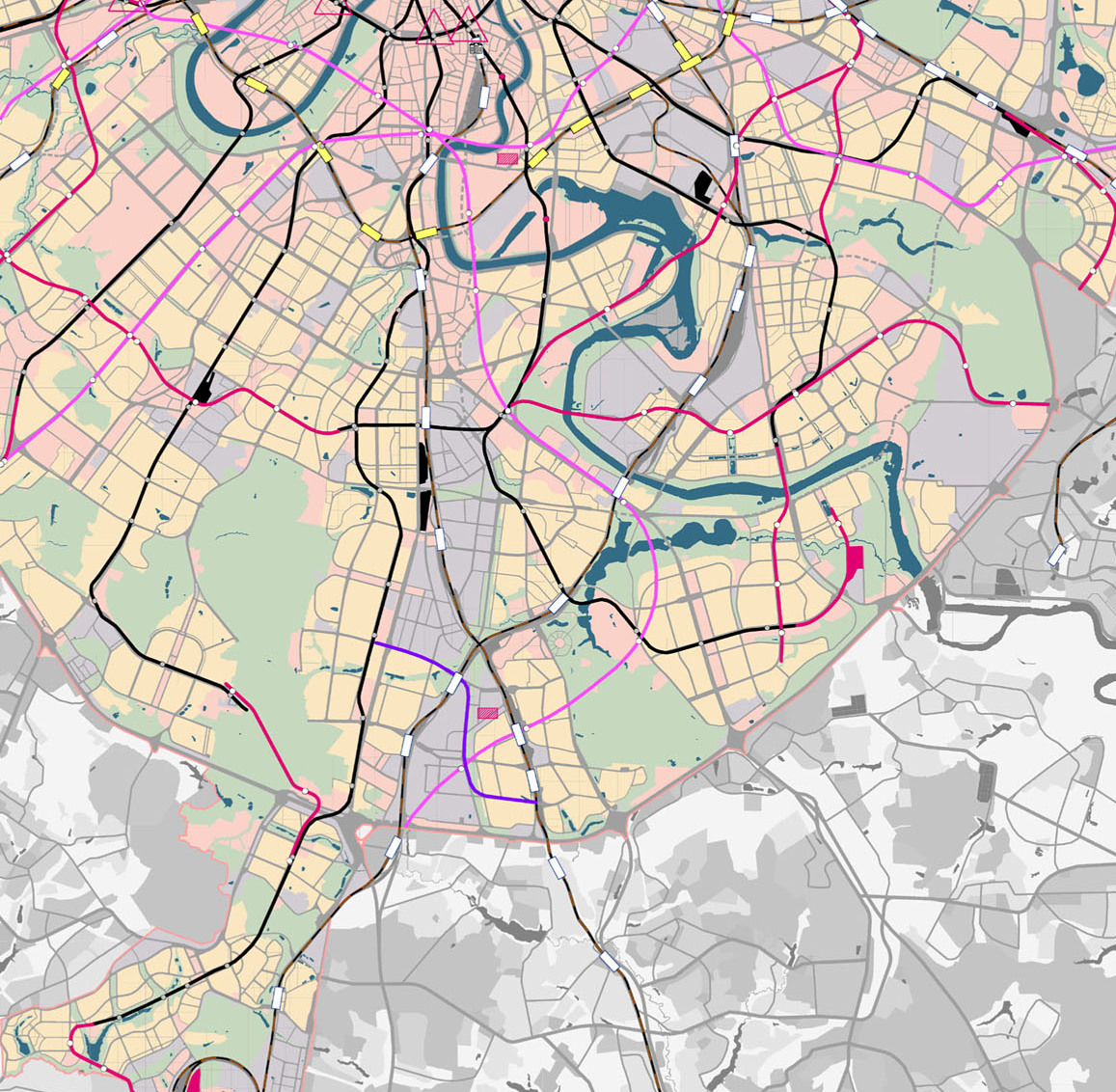
Устаревший генплан развития внеуличного транспорта до 2025 года на юге Москвы

Планы по строительству линии в Бирюлёве берут своё начало ещё в 1970-х годах, когда на месте бывшего посёлка началось строительство многоэтажных жилых домов.
В генеральном плане развития внеуличного транспорта Москвы до 2025 года было заложено строительство Бирюлёвской линии в составе Мнёвническо-Бирюлёвской хорды. По новому варианту трассировки линии, предлагавшемуся НИиПИ Генплана Москвы к проектированию, она должна была пройти восточнее, чем планировалось ранее.
Согласно проектным предложениям 2016 года, на первом участке должны были появиться 11 станций, в том числе пересадочные на МЦК «ЗИЛ» и будущую Кожуховско-Коммунарскую линию, на «Технопарк», «Кленовый бульвар», «Царицыно», станцию Бирюлёво-Товарное и промежуточные в районах Печатники, Москворечье-Сабурово и Бирюлёво Западное. Далее планировалось продление линии за МКАД через районы Северное и Южное Бутово, поселение Рязановское а также через Щербинку и Ленинский район Московской области. В последнюю очередь было запланировано соединение Бирюлёвской и Рублёво-Архангельской линий от ЗИЛа до станции «Деловой центр» через районы Даниловский, Донской, Якиманка, Хамовники и Дорогомилово с возможными пересадками на пересекаемые линии.
В марте 2018 года первый пусковой участок с 6 станциями предполагалось начать от станции «Кленовый бульвар» и вести далее на юг до Бирюлёва Западного через Печатники, Царицыно и Бирюлёво Восточное. Разрабатывалось технико-экономическое обоснование, само строительство планировалось начать не ранее 2025 года. Общая протяжённость линии с 14 станциями должна была составить 34 километра.
В конце июля 2018 года Андрей Бочкарёв заявил, что линию начнут строить после 2023 года от станции «ЗИЛ» Московского центрального кольца. Впоследствии она должна будет протянуться в Новую Москву.
В дальнейшем линию планировалось продлить ещё на 9 станций с постройкой двух депо: Рязановского (на территории ТиНАО, недалеко от одноимённой станции) и Щербинки.
21 марта 2019 года строительство линии было в очередной раз отложено и запланировано после 2025 года.
В сентябре 2019 года председатель Москомстройинвеста Анастасия Пятова сообщила, что для новой Бирюлёвской линии метро будет разработан проект планировки, включающий 9 станций и электродепо.
16 ноября 2019 года была утверждена предварительная трассировка линии, согласно которой первый участок длиной около 20 километров должен был включать в себя 9 станций. 25 ноября 2019 года Марат Хуснуллин заявил, что первый участок линии может быть построен в течение 2021—2025 годов.
2 января 2020 года Марат Хуснуллин заявил о начале освобождения участков для Бирюлёвской и Рублёво-Архангельской линий.
В мае 2020 года утверждена трассировка Бирюлёвской линии. В конце декабря 2020 года одобрен проект планировки Бирюлёвской линии. 3 августа 2021 года постановлением мэра Москвы Сергея Собянина утверждён проект планировки участка с тремя станциями. 1 марта 2023 года постановлением мэра Москвы Сергея Собянина утверждён проект планировки участков с семью оставшимися станциями.
10 августа 2022 года Мэр Москвы Сергей Собянин утвердил название 22 строящихся станций метро, в том числе восьми станций первого участка Бирюлёвской линии. 10 февраля 2023 года мэр Москвы Сергей Собянин утвердил название 7 строящихся станций метро, в том числе двух оставшихся станций первого участка Бирюлёвской линии.
5 декабря 2024 года Мэр Москвы Сергей Собянин в эфире телеканалов «ТВ Центр» и «Москва 24» заявил, что работы по строительству Бирюлевской линии метро завершатся к 2030 году.
18 июня 2025 Сергей Собянин дал старт проходке тоннеля между станциями «Остров Мечты» и «Кленовый бульвар».

## Текущие планы

### Первый участок
Длина первого участка Бирюлёвской линии составляет 22,2 километра, в него входят 10 станций. Планируемый срок открытия первого пускового участка «ЗИЛ – Курьяново» длиной 8,65 км с четырьмя станциями запланирован на 2028 год, а второго – «Курьяново – Бирюлёво» длиной 13,55 км с шестью станциями – на 2030 год.
- «ЗИЛ» — на территории бывшей промзоны «ЗИЛ» с пересадкой на станцию «ЗИЛ» МЦК и на станцию «ЗИЛ» Троицкой линии;
- «Остров Мечты» — в Нагатинской пойме с пересадкой на станцию «Технопарк» Замоскворецкой линии;
- «Кленовый бульвар» — в районе Нагатинский Затон с пересадкой на станцию «Кленовый бульвар» БКЛ;
- «Курьяново» (ранее «Батюнино») — в микрорайоне Курьяново района Печатники вблизи дома 11 по Батюнинскому проезду;
- «Москворечье» — в районе Москворечье-Сабурово на Каширском шоссе на месте бывшего стадиона «Динамо-2», неподалёку от одноимённой платформы МЦД-2;
- «Кавказский бульвар» — в районе Царицыно на Кавказском бульваре у пересечения с Ереванской улицей;
- «Каспийская» (ранее «6-я Радиальная улица») — в районе Бирюлёво Восточное вблизи дома 7 по 6-й Радиальной улице;
- «Липецкая» — в районе Бирюлёво Восточное на пересечении Липецкой и Педагогической улиц;
- «Лебедянская» (ранее «Загорье») — в районе Бирюлёво Восточное на пересечении Липецкой и Лебедянской улиц;
- «Бирюлёво» — в районе Бирюлёво Западное на Булатниковском проезде с пересадкой на железнодорожную станцию «Бирюлёво-Пассажирская» Павелецкого направления.

На станциях «ЗИЛ», «Остров мечты», «Кленовый бульвар», «Курьяново» и «Бирюлёво», тоннели к которым строят два шестиметровых проходческих щита, платформы будут островными. На станциях «Москворечье», «Кавказский бульвар», «Каспийская», «Липецкая» и «Лебедянская» (десятиметровый щит) — береговыми.

### Электродепо «Бирюлёвское»
За станцией «Бирюлёво» в промзоне № 28а «Бирюлёво» будет построено электродепо «Бирюлёвское».
Будущее электродепо будет расположено на Мелитопольской улице, в районе Бирюлёво Западное. 9 апреля 2024 года на месте будущего депо началась подготовка территории, а также был начат снос зданий, одновременно проводились геологоразведочные работы. 16-го числа был объявлен тендер на вынос водопровода по титулу соединительной ветви к депо, основные работы которого планируется завершить до конца августа 2025 года.

### Второй участок
У линии имеется потенциал для продления в Щербинку. В районе станции «Битца» линия будет пересекаться с железной дорогой МЦД-2, далее потянется до Щербинки, а оттуда пройдёт вглубь по территории Новой Москвы. Продлить ветку в Щербинку планируют к 2028 году. В долгосрочной перспективе закладывается возможность продления линии в сторону центра Москвы и объединения с Рублёво-Архангельской линией.
 В начале 2025 года были официально опубликованы данные о планах к 2035 году. На презентации в январе, выставленной на открытии городского вокзала  Щербинка, один из слайдов был посвящён развитию ТиНАО на этот срок. В феврале было опубликовано постановление правительства Москвы по вопросу о продлении Бирюлёвской линии в Филимонковский район. Позднее Мособлархитектура подтвердила планирование станций за пределами Москвы. Планируется продлить её от Бирюлёво на юг, построив станции Лопатино, Дрожжино, Улица Маршала Савицкого и Щербинка. На последней будет пересадка на МЦД-2 и Сокольническую линию. Далее Бирюлёвская линия пройдёт через станции Никульское, Черепово, Кедровая с пересадкой на  Кедровая, Пенино, Харьино до ЭКСПО с пересадкой на новую одноимённую станцию Солнцевской линии, впервые официально представленную на той же презентации и продлевающую эту линию на юг от Аэропорта Внуково.

## Пересадки
| Пересадка на линию            | со станции         | на станцию              |
| ----------------------------- | ------------------ | ----------------------- |
| Сокольническая                | «Остафьево»        | «Остафьево»             |
| Замоскворецкая                | «Остров мечты»     | «Технопарк»             |
| Солнцевская                   | «ЭКСПО»            | «ЭКСПО»                 |
| Большая кольцевая             | «Кленовый бульвар» | «Кленовый бульвар»      |
| Московское центральное кольцо | «ЗИЛ»              | «ЗИЛ»                   |
| Троицкая                      | «ЗИЛ» «Кедровая»   | «ЗИЛ» «Кедровая»        |
| МЦД-2                         | «Щербинка»         | «Щербинка»              |
| МЦД-5                         | «Бирюлёво»         | «Бирюлёво-Пассажирская» |

## Критика
Как считает аналитик транспортного движения «Транспорт и горожане» Владислав Булгаков, у будущей линии есть ряд недостатков: так, например, в некоторых местах она будет дублировать МЦД-2, а её зигзагообразное пролегание лишит скоростного сообщения центра с окраинами. После же появления МЦД-5 необходимость в Бирюлёвской линии отпадёт полностью в связи с малым пассажиропотоком. С этим частично не согласен корреспондент издания msk1.ru Игорь Мещанев: в качестве аргументов против приводятся сроки ввода в эксплуатацию МЦД-5 и его последующая эффективность (а впоследствии правительство Москвы отказалось от его подземного центрального участка), однако отмечается, что пересадка со станции «Технопарк» на «Остров мечты» приведёт к сильному возрастанию загруженности Замоскворецкой линии, а также неудобству пассажиров из-за длительного перехода.